# Nguy cơ tuyệt chủng do hiện tượng ấm lên toàn cầu
Nguy cơ tuyệt chủng của hiện tượng ấm lên toàn cầu là nguy cơ các loài sinh vật bị tuyệt chủng do ảnh hưởng của hiện tượng ấm lên toàn cầu. Đây có thể là cuộc đại tuyệt chủng thứ sáu của Trái đất, thường được gọi là tuyệt chủng Anthropocene hoặc Holocen.

## Sự đồng thuận về các dự báo mới nhất
Sự nhất trí về mặt khoa học trong Báo cáo Đánh giá Lần thứ Năm của IPCC năm 2014 là: 
 
Phần lớn các loài sống trên cạn và nước ngọt phải đối mặt với nguy cơ tuyệt chủng gia tăng do biến đổi khí hậu được dự báo trong và ngoài thế kỷ 21, đặc biệt khi biến đổi khí hậu kết hợp với các yếu tố gây ảnh hưởng khác, chẳng hạn như thay đổi môi trường sống, khai thác quá mức, ô nhiễm và các loài xâm lấn. Nguy cơ tuyệt chủng tăng lên trong tất cả các kịch bản RCP, với nguy cơ gia tăng theo cả cường độ và tốc độ biến đổi khí hậu. Nhiều loài sẽ không thể thích ứng với các vùng khí hậu phù hợp dưới tốc độ biến đổi khí hậu ở mức trung bình và cao trong thế kỷ 21. Tỷ lệ biến đổi khí hậu thấp đồng nghĩa với việc sẽ gây ra ít vấn đề hơn.

## Các báo cáo về rủi ro tuyệt chủng

### 2004
Trong một nghiên cứu được công bố trên tạp chí Nature năm 2004, từ 15 đến 37% trong số 1103 loài động thực vật đặc hữu hoặc gần đặc hữu được biết đến sẽ "ở bờ vực tuyệt chủng" vào năm 2050. Đúng hơn là, những thay đổi trong môi trường sống vào năm 2050 sẽ khiến chúng nằm ngoài phạm vi sinh tồn của cư dân, do đó khiến loài này tuyệt chủng.
Các nhà nghiên cứu khác, chẳng hạn như Thuiller và cộng sự, Araújo và cộng sự., Person et al., Buckley và Roughgarden, và Harte et al.  đã nêu lên mối quan tâm về sự không chắc chắn trong dự báo của Thomas et al.; một số nghiên cứu cho rằng rằng đó là một đánh giá quá cao, những nghiên cứu khác lại cho rằng rằng rủi ro có thể lớn hơn như thế. Thomas và cộng sự. trả lời trên tạp chí Nature  giải quyết những lời chỉ trích và kết luận "Mặc dù cần điều tra thêm về từng khu vực này, nhưng nó không có khả năng làm giảm đáng kể ước tính về sự tuyệt chủng. Biến đổi khí hậu do sự tác động của con người như thiết lập để tạo ra số lượng rất lớn của sự tuyệt chủng loài cấp." Mặt khác, Daniel Botkin et al. khẳng định "... ước tính toàn cầu về sự tuyệt chủng do biến đổi khí hậu (Thomas et al. 2004) có thể đã dự đoán khả năng tuyệt chủng quá cao... " 
Các nghiên cứu cơ học đang ghi lại những sự tuyệt chủng do biến đổi khí hậu gần đây: McLaughlin et al. đã ghi lại hai quần thể của loài bướm Bay checkerspot  đang bị đe dọa bởi sự thay đổi trong lượng mưa. Parmesan tuyên bố, "Rất ít nghiên cứu đã được thực hiện ở quy mô rộng ở các loài"  và McLaughlin et al. đồng ý rằng "một vài nghiên cứu cơ học đã liên kết sự tuyệt chủng với sự thay đổi khí hậu gần đây."

### 2008
Vào năm 2008, loài thú có túi màu trắng được báo cáo là loài động vật có vú đầu tiên được biết đến đã bị tuyệt chủng do sự nóng lên toàn cầu do con người tạo ra. Tuy nhiên, những báo cáo này đã dựa trên một sự hiểu lầm. Một quần thể loài thú có túi này ở các khu rừng núi phía Bắc Queensland đang bị đe dọa nghiêm trọng bởi biến đổi khí hậu vì loài vật này không thể sống sót trong nhiệt độ kéo dài trên 30 °C. Tuy nhiên, một số loài cách 100 km về phía nam vẫn trong tình trạng tốt.

### 2010
Nguy cơ tuyệt chủng cần phải dẫn đến một quá trình tuyệt chủng có thể nhìn thấy được để xác nhận rằng các sự tuyệt chủng trong tương lai xuất phát từ sự nóng lên toàn cầu. Trong một nghiên cứu được tiến hành bởi Barry Sinervo , một nhà toán sinh học tại Đại học California Santa Cruz, các nhà nghiên cứu đã phân tích những sự tuyệt chủng đương thời có thể quan sát được (kể từ khi khí hậu hiện đại ấm lên mạnh mẽ bắt đầu vào năm 1975). Kết quả của nghiên cứu chỉ ra rằng sự tuyệt chủng do khí hậu của các họ thằn lằn trên thế giới đã xảy ra. Mô hình này được xây dựng dựa trên các giới hạn sinh lý bị vượt quá của một sinh vật. Trong trường hợp của thằn lằn, điều này xảy ra khi nhiệt độ cơ thể có thể thích ứng của chúng bị vượt quá trong môi trường địa phương. Thằn lằn là loài vật điều hòa nhiệt độ cơ thể bằng cách sử dụng nguồn nhiệt của môi trường địa phương nơi chúng sinh sống (mặt trời, nhiệt độ không khí ấm áp hoặc đá ấm). Các cuộc khảo sát tại 200 địa điểm ở Mexico cho thấy có 24 cuộc tuyệt chủng cục bộ (= extirpations), của thằn lằn Sceloporus. Sử dụng một mô hình được phát triển từ các cuộc tuyệt chủng được quan sát này, các nhà nghiên cứu đã khảo sát các cuộc tuyệt chủng khác trên khắp thế giới và nhận thấy rằng mô hình dự đoán những đợt tuyệt chủng quan sát được, do đó quy cho sự tuyệt chủng trên khắp thế giới là do việc khí hậu nóng lên. Các mô hình này dự đoán rằng sự tuyệt chủng của các loài thằn lằn trên khắp thế giới sẽ lên tới 20% vào năm 2080, nhưng có tới 40% sự tuyệt chủng ở các hệ sinh thái nhiệt đới nơi thằn lằn ở gần giới hạn sinh thái của chúng hơn thằn lằn ở vùng ôn đới .

### 2012
Theo nghiên cứu được công bố trong Proceedings of the Royal Society B ngày 4 tháng 1 năm 2012, các mô hình khí hậu hiện tại có thể thiếu sót vì chúng bỏ qua hai yếu tố quan trọng: sự khác biệt về tốc độ di cư của các loài và sự cạnh tranh giữa các loài. Theo các nhà nghiên cứu, dẫn đầu bởi Mark C. Urban, một nhà sinh thái học tại Đại học Connecticut, sự đa dạng giảm đi khi họ cân nhắc đến những yếu tố này và xuất hiện quần xã sinh vật mới, là thứ mà không tồn tại ngày nay. Do đó, tỷ lệ tuyệt chủng có thể cao hơn so với dự đoán trước đây.

### 2014
Theo nghiên cứu được công bố trên tạp chí Khoa học ngày 30 tháng 5 năm 2014 , hầu hết các loài được biết đến đều có phạm vi nhỏ, và số lượng các loài này đang tăng lên nhanh chóng. Chúng tập trung về mặt địa lý và có khả năng bị đe dọa hoặc đã tuyệt chủng một cách không cân xứng. Theo nghiên cứu, tốc độ tuyệt chủng hiện tại cao hơn 3 bậc độ lớn so với tốc độ tuyệt chủng nền và tốc độ trong tương lai, phụ thuộc vào nhiều yếu tố mà sẽ tăng lên. Mặc dù đã có những tiến bộ nhanh chóng trong việc phát triển các khu bảo tồn, nhưng những nỗ lực đó không mang tính đại diện về mặt sinh thái, cũng như không bảo vệ được đa dạng sinh học một cách tối ưu. Theo quan điểm của các nhà nghiên cứu, hoạt động của con người có xu hướng phá hủy các môi trường sống quan trọng nơi các loài sinh sống, làm ấm hành tinh và có xu hướng di chuyển các loài xung quanh hành tinh đến những nơi chúng không thuộc về và nơi chúng có thể xung đột với nhu cầu của con người (ví dụ: loài trở thành mối gây hại).

### 2016
Vào năm 2016, Bramble Cay melomys, sống trên đảo Great Barrier Reef, được cho là loài động vật có vú đầu tiên bị tuyệt chủng vì mực nước biển dâng do con người tạo ra biến đổi khí hậu.
Nguy cơ tuyệt chủng của loài chim cánh cụt Adelie đang được báo cáo vì sự nóng lên toàn cầu. Loài chim cánh cụt Adelie (Pygoscelis adeliae) đang suy giảm và dữ liệu phân tích mà được thực hiện trên các thuộc địa sinh sản đã được sử dụng để ước tính và dự đoán môi trường sống và tính bền vững của quần thể trong tương lai có liên quan đến nhiệt độ nước biển ấm lên. Đến năm 2060, một phần ba số đàn chim cánh cụt Adelie có thể quan sát được dọc theo Bán đảo Tây Nam Cực (WAP) sẽ suy giảm. Chim cánh cụt Adelie là một loài lưỡng cực, thích khi với các khu vực khí hậu Nam Cực và đang trải qua sự suy giảm về dân số. Các dự báo mô hình khí hậu dự đoán sẽ nơi trú ẩn cho loài này vào năm 2099. Quần thể quan sát tỷ lệ thuận với quần thể toàn loài (một phần ba quần thể quan sát bằng 20% quần thể toàn loài).
Tỷ lệ giới tính của rùa biển ở Caribbean đang bị ảnh hưởng do hiện tượng ấm lên toàn cầu. Dữ liệu môi trường được thu thập từ lượng mưa hàng năm và nhiệt độ thủy triều trong suốt 200 năm và cho thấy sự gia tăng nhiệt độ không khí (trung bình là 31,0 độ C). Những dữ liệu này được sử dụng để liên hệ sự suy giảm vê tỷ lệ giới tính của rùa biển ở Đông Bắc Caribe và biến đổi khí hậu. Các loài rùa biển bao gồm Dermochelys coriacea, Chelonia myads và Eretmochelys imbricata. Sự tuyệt chủng là một nguy cơ đối với những loài này vì tỷ lệ giới tính đang bị ảnh hưởng khiến tỷ lệ nữ cao hơn so với nam. Các dự báo ước tính tỷ lệ suy giảm của các giống Đồi mồi dứa đực là 2,4% con đực nở vào năm 2030 và 0,4% vào năm 2090.

### 2019
Theo Quỹ Động vật Hoang dã Thế giới, loài báo đốm đã "trên bờ vực đe dọa" và việc mất nguồn cung cấp thức ăn và môi trường sống do các đám cháy khiến tình hình trở nên nguy cấp hơn.
Các đám cháy ảnh hưởng đến hóa học nước (chẳng hạn như giảm lượng oxy hòa tan trong nước), nhiệt độ và tốc độ xói mòn, do đó ảnh hưởng đến cá và động vật có vú mà phụ thuộc vào cá, chẳng hạn như rái cá khổng lồ (Pteronura brasiliensis).

### 2020
Những đám cháy chưa từng xảy ra trước đó trong mùa cháy rừng ở Úc 2019–20 đã quét qua 7 triệu ha, đã cướp đi sinh mạng của 29 con người và gây ảnh hưởng nghiêm trọng cho động vật hoang dã của Úc. Trước đám cháy, chỉ có 500 con dunnar của Đảo Kangaroo nhỏ bé (Sminthopsis aitkeni) sống trên một hòn đảo; Sau khi một nửa hòn đảo bị đốt cháy, có thể chỉ còn một hòn đảo sống sót. Bramble Cay melomys (Melomys rubicola) trở thành nạn nhân đầu tiên được biết đến do biến đổi khí hậu bởi con người gây ra vào năm 2015 do mực nước biển dâng cao và các đợt bão lặp lại; tiếp theo có thể là loài chuột làm tổ lớn hơn (Leporillus conditor).
Đà điểu Emu (Dromaius novaehollandiae) không có nguy cơ tuyệt chủng, mặc dù chúng có thể bị xóa sổ ở Úc. Chỉ riêng việc mất đi 8.000 con gấu túi (Phascolarctos cinereus) ở New South Wales đã làm chấn động toàn cầu, nhưng loài động vật đang nằm trong nguy cơ có thể bị tuyệt chủng nhưng không tuyệt chủng về mặt chức năng.
Một nghiên cứu vào tháng 2 năm 2020 được xuất bản bởi Proceedings of the National Academy of Sciences of the United States of America phát hiện một phần ba số loài động thực vật có thể bị tuyệt chủng vào năm 2070 do hiện tượng ấm lên toàn cầu.